# Зимние Паралимпийские игры 2014

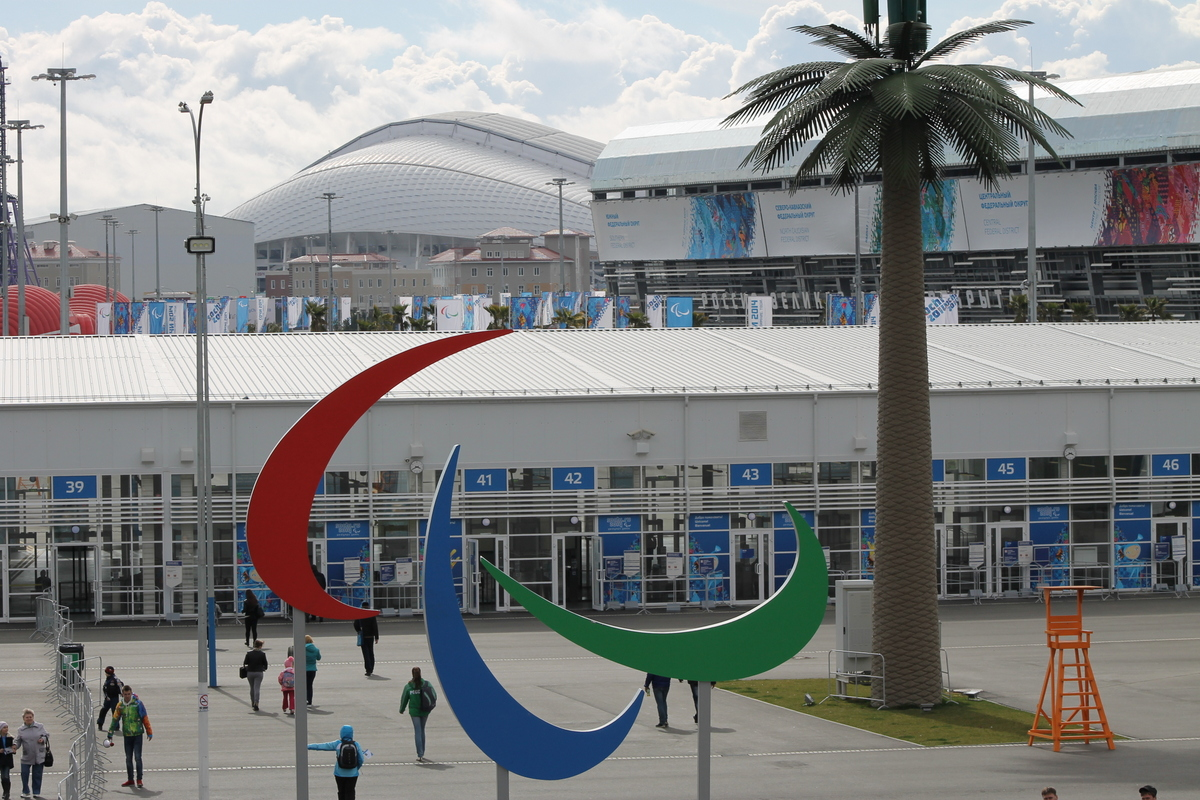
Олимпийский парк во время Паралимпийских игр в Сочи

Зимние Паралимпийские игры 2014 (официально — XI Паралимпийские зимние игры) проходили в Сочи (Россия) с 7 по 16 марта 2014 года. Талисманами Паралимпийских игр были выбраны Лучик и Снежинка. Паралимпийские игры проводились на тех же аренах, которые были использованы для зимних Олимпийских игр 2014 года.
По своему масштабу и уровню организации сочинская зимняя Паралимпиада стала одной из самых ярких в истории. Однако эмоциональное восприятие Игр-2014 (как Олимпиады, так и Паралимпиады) было очернено происходившими в то же время политическими событиями на Украине.

## Виды спорта и места проведения
| Спорт               | Место проведения                                              |
| ------------------- | ------------------------------------------------------------- |
| Биатлон             | Комплекс для соревнований по лыжным гонкам и биатлону «Лаура» |
| Горнолыжный спорт   | Горнолыжный центр «Роза Хутор»                                |
| Кёрлинг на колясках | Кёрлинговый центр «Ледяной куб»                               |
| Лыжные гонки        | Комплекс для соревнований по лыжным гонкам и биатлону «Лаура» |
| Следж-хоккей        | Ледовая арена «Шайба»                                         |

## Расписание спортивных мероприятий
Программа XI зимних Паралимпийских игр включала пять зимних паралимпийских видов спорта: горнолыжный спорт, биатлон, лыжные гонки, кёрлинг на колясках и следж-хоккей. В качестве одной из дисциплин горнолыжного спорта на Олимпиаде в Сочи дебютировал новый паралимпийский вид спорта — пара-сноуборд, в котором было разыграно два комплекта наград (у мужчин и женщин).
| ЦО | Церемония открытия | ● | Квалификация соревнований | ● | Финалы соревнований | ЦЗ | Церемония закрытия |

| Март                | 7 Пт | 8 Сб | 9 Вс | 10 Пн | 11 Вт | 12 Ср | 13 Чт | 14 Пт | 15 Сб | 16 Вс | Медали |
| ------------------- | ---- | ---- | ---- | ----- | ----- | ----- | ----- | ----- | ----- | ----- | ------ |
| Церемонии           | ЦО   |      |      |       |       |       |       |       |       | ЦЗ    |        |
| Биатлон             | 6    |      |      | 6     |       |       | 6     |       |       | 18    |        |
| Горнолыжный спорт   | 6    | 3    | 3    | ●     | 3     | 3     | 8     | 3     | 3     | 32    |        |
| Кёрлинг на колясках | ●    | ●    | ●    | ●     | ●     | ●     |       | 1     |       | 1     |        |
| Лыжные гонки        |      | 2    | 4    |       | 6     |       |       | 2     | 6     | 20    |        |
| Следж-хоккей        | ●    | ●    |      | ●     | ●     | ●     | ●     | 1     |       | 1     |        |
| Медалей за день     |      | 12   | 5    | 7     | 6     | 9     | 3     | 14    | 7     | 9     | 72     |
| Медалей всего       |      | 12   | 17   | 24    | 30    | 39    | 42    | 56    | 63    | 72    |        |
| Март                | 7 Пт | 8 Сб | 9 Вс | 10 Пн | 11 Вт | 12 Ср | 13 Чт | 14 Пт | 15 Сб | 16 Вс | Медали |

## Страны-участницы
В соревнованиях на зимних Паралимпийских играх 2014 года приняли участие 547 спортсменов из 45 стран.
Участвующие национальные паралимпийские комитеты (в скобках указано количество спортсменов):
- Австралия (9)
- Австрия (13)
- Андорра (1)
- Аргентина (3)
- Армения (1)
- Беларусь (10)
- Бельгия (2)
- Болгария (2)
- Босния и Герцеговина (2)
- Бразилия (2)
- Великобритания (12)
- Германия (13)
- Греция (1)
- Дания (2)
- Иран (1)
- Исландия (2)
- Испания (7)
- Италия (34)
- Казахстан (5)
- Канада (49)
- Китай (11)
- Мексика (1)
- Монголия (1)
- Нидерланды (7)
- Новая Зеландия (3)
- Норвегия (32)
- Польша (8)
- Россия (69)
- Румыния (1)
- Сербия (1)
- Словакия (16)
- Словения (1)
- США (80)
- Турция (2)
- Узбекистан (2)
- Украина (23)
- Финляндия (13)
- Франция (14)
- Хорватия (2)
- Чехия (18)
- Чили (2)
- Швейцария (8)
- Швеция (22)
- Республика Корея (27)
- Япония (20)

## Церемония открытия
Церемония открытия, которую назвали «Ломая лёд», прошла на стадионе «Фишт» 7 марта. В ней участвовало более тысячи артистов (при этом 140 из них были с инвалидностью), а также 2500 волонтёров. Знаменосцем российской сборной стал горнолыжник Валерий Редкозубов.

## Медальный зачёт
Жирным выделено наибольшее количество медалей в своей категории; страна-организатор также выделена.
|       | Общее количество медалей | Общее количество медалей | Общее количество медалей | Общее количество медалей | Всего |
| Место | Страна                   | Золото                   | Серебро                  | Бронза                   | Всего |
| ----- | ------------------------ | ------------------------ | ------------------------ | ------------------------ | ----- |
| 1     | Россия                   | 30                       | 28                       | 22                       | 80    |
| 2     | Германия                 | 9                        | 5                        | 1                        | 15    |
| 3     | Канада                   | 7                        | 2                        | 7                        | 16    |
| 4     | Украина                  | 5                        | 9                        | 11                       | 25    |
| 5     | Франция                  | 5                        | 3                        | 4                        | 12    |
| 6     | Словакия                 | 3                        | 2                        | 2                        | 7     |
| 7     | Япония                   | 3                        | 1                        | 2                        | 6     |
| 8     | США                      | 2                        | 7                        | 9                        | 18    |
| 9     | Австрия                  | 2                        | 5                        | 4                        | 11    |
| 10    | Великобритания           | 1                        | 3                        | 2                        | 6     |
| Всего | Всего                    | 72                       | 72                       | 72                       | 216   |

На зимней Паралимпиаде в Сочи российским спортсменам удалось установить новый рекорд в неофициальном медальном зачёте по числу выигранных медалей: 80 медалей, в том числе 30 золотых, 28 серебряных и 22 бронзовые. По относительному числу золотых медалей (41,7 % от общего количества разыгранных) и общему количеству наград (37 %) россияне превзошли предыдущее достижение австрийских спортсменов, которые выиграли 34 золотых (31,8 %) и 70 наград всех достоинств (22,2 %) на Паралимпийских играх в Инсбруке в 1984 году.
Ещё один рекорд установил российский спортсмен Роман Петушков, который впервые за всю историю Паралимпийских игр стал шестикратным паралимпийским чемпионом, завоевав 3 золотые медали в биатлоне и 3 — на лыжных гонках.

## Эстафета паралимпийского огня
Эстафета паралимпийского огня зимних Паралимпийских игр 2014 намного короче, чем Эстафета олимпийского огня зимних Олимпийских игр 2014. Началась она 26 февраля 2014 года и завершилась 7 марта на Центральном стадионе. Эстафета прошла по восьми Федеральным округам России через 48 городов. В отличие от стандартных Олимпийских игр, чей маршрут начинается в греческой Олимпии, на Паралимпийских играх факел может стартовать из любого другого места, способ зажжения факела также определяется организаторами игр.
Начиная с Паралимпийских игр 2014 года, обязательной частью эстафеты огня будет британский городок-основатель Паралимпийских игр Сток-Мандевиль.
| СочиКарта России, где прошёл маршрут: | Сток-МандевильКарта Великобритании, где прошёл маршрут |

Маршрут эстафеты Паралимпийского огня:
26 февраля
1. Мыс Дежнёва
2. Владивосток
3. Хабаровск
4. Магадан
5. Анадырь
6. Якутск
27 февраля
7. Омск
8. Улан-Удэ
9. Бийск
10. Красноярск
11. Северск
12. Саяногорск
13. Горно-Алтайск
14. Новосибирск
15. Новокузнецк
28 февраля
16. Екатеринбург
17. Ханты-Мансийск
18. Тюмень
19. Ноябрьск
1 марта
20. Санкт-Петербург
21. Калининград
22. Мурманск
23. Архангельск
24. Череповец
25. Петрозаводск
2 марта
26. Псков
27. Москва
28. Тверь
29. Тула
30. Орёл
31. Липецк
32. Ярославль
33. Тамбов
34. Курск
35. Брянск
36. Чехов
37. Сасово
38. Сток-Мандевиль
39. Кубинка
3 марта
40. Саратов
41. Нижний Новгород
42. Самара
43. Уфа
4 марта
44. Магас
Назрань
5 марта
45. Краснодар
46. Таганрог
47. Волгоград
с 6 марта
48. Сочи

## Партнёры Игр
Партнёрами Паралимпийских игр стали те же компании, что и Олимпийских игр 2014 года, за некоторым исключением: не вошли в пул партнёров Паралимпийских игр «Сбербанк России» и «Ростелеком».

### Национальные партнёры
- Аэрофлот
- Bosco
- Coca-Cola
- Dow
- GE
- МегаФон
- Omega
- Panasonic
- РБК
- Ростелеком
- Российские железные дороги
- Роснефть
- Сбербанк России
- Volkswagen Group Rus

### Партнёры
- Samsung
- Ингосстрах
- PricewaterhouseCoopers

### Официальные поставщики
- English First
- Издательский дом «Коммерсантъ»
- Адамас

## Оценка итогов зимней Паралимпиады
Зимние Паралимпийские игры в Сочи побили рекорды всех предыдущих паралимпиад как на снежных, так и на ледовых видах соревнований по числу участников и накалу спортивной борьбы, а также по уровню освещения в СМИ и проданным билетам. 547 спортсменов из 45 стран конкурировали в пяти видах спорта. Более 2400 представителей средств массовой информации со всего мира прибыли в Сочи, чтобы освещать события зимней Паралимпиады 2014. На соревнования было продано более 300000 билетов, что является новым рекордом зимних Паралимпиад. Президент Международного паралимпийского комитета сэр Филип Крейвен назвал Паралимпийские зимние игры 2014 года самыми успешными за всю историю.
Однако по некоторым оценкам зимняя Паралимпиада оказалась фактически «смятой» в эмоциональном плане, оказавшись в тени аннексии Крыма.

## Наследие игр
Необходимость единомоментно принять в Сочи десятки тысяч людей с инвалидностью дала старт крупному проекту по формированию безбарьерной среды. И поскольку речь шла не только об участниках паралимпийских соревнований — атлетах, тренерах или судьях, но и о зрителях, которые приезжают на Игры в качестве туристов из России и всего мира, недостаточно было обеспечить доступность только на спортивных объектах. Вся городская среда Сочи, от аэропорта или вокзала до гостиничных номеров и ресторанов, должна была быть приспособлена для комфортного использования людьми с разными видами инвалидности, будь то инвалид-колясочник, человек с нарушениями зрения или слуха. В значительной степени эта задача была выполнена, доступными для инвалидов стали несколько сотен городских объектов, а также все спортивные сооружения.